# Nikoła (obwód irkucki)
Nikoła (ros. Никола) – osiedle w Rosji, w obwodzie irkuckim, w rejonie irkuckim. W 2010 liczyło 119 mieszkańców.